# Heavenwood
Heavenwood é uma banda portuguesa de metal gótico, originária de Vila Nova de Gaia, no Distrito do Porto.

## Biografia
Um grupo português de metal liderado pelo guitarrista, vocalista e compositor Ricardo Dias dos Santos, Heavenwood combina o dramatismo sombrio do metal gótico e sinfónico com a brutalidade implacável do death metal com influências black. Surgindo em 1996, a banda lançou dois trabalhos com inclinações para o goth-metal e hard rock, incluindo o seu aclamado álbum de estreia, Diva, antes de cessar atividades em 1998. Reuniram-se em 2008 e lançaram Redemption, seguido por dois álbuns na década de 2010 com uma abordagem mais pesada e sinfónica. No início de 2024, Santos fez uma mudança significativa ao cortar relações com a gestão e todos os membros da banda. Agora como projeto a solo, Heavenwood lançou o primeiro single do seu oitavo álbum de estúdio, The Tarot of the Bohemians, Pt. 2, ainda nesse ano.
Fundada em 1992 sob o nome Disgorged, Heavenwood adotou o nome atual em 1996, pouco antes do lançamento do álbum de estreia Diva pela Massacre Records, promovido com digressões europeias ao lado de In Flames e Atrocity. Swallow chegou dois anos depois, com participações especiais de Kai Hansen (Gamma Ray/Helloween) e Liv Kristine. Seguiu-se uma intensa atividade ao vivo, com atuações ao lado de bandas como Theatre of Tragedy, Lake of Tears e Solitude Aeturnus, culminando numa aparição triunfante no Wacken Open Air.
A banda entrou em hiato pouco depois, mas reuniu-se em 2008, lançando o quinto álbum de estúdio, Redemption, que contou com colaborações de Jeff Waters (Annihilator), Gus G (Firewind) e Tijs Vanneste (Oceans of Sadness). Em 2011, assinaram com a editora francesa Listenable Records e revelaram Abyss Masterpiece, um trabalho orquestral pesado inspirado na vida da poetisa portuguesa Marquesa de Alorna. De regresso à Massacre Records, Heavenwood lançou The Tarot of the Bohemians, Pt. 1 dois anos depois, inspirado nos estudos e obras do ocultista franco-espanhol Papus. Em 2024, Ricardo Dias dos Santos anunciou que seguiria sozinho sob o nome Heavenwood. Dois singles, "The World" e "The Devil", foram lançados como antecipação de The Tarot of the Bohemians, Pt. 2.